# Elia y Elizabeth
Elia y Elizabeth ist ein kolumbianisches Popmusik-Duo, das von den Schwestern Elia und Elisabeth Fleta gegründet wurde. Ihre Karriere war kurz (1972-1973) und sie produzierten nur zwei Platten.

## Biografie
Die beiden Schwestern wurden im Abstand von einem Jahr in Bogotá geboren. Ihr Vater war der Sohn des spanischen Tenors Miguel Fleta, und ihre Tanten väterlicherseits hatten ebenfalls eine Gruppe namens Fleta Sisters (Elia und Paloma). Aufgrund der Arbeit des Vaters verbrachten sie ihre Kindheit in Barranquilla und ihre Jugend in Lima. Ab 1971 lebten sie in Barcelona und Madrid, und in Madrid wurde das Duo zu einer Fernsehsendung zu Ehren ihres Großvaters eingeladen. Dort wurden sie von dem Komponisten und Arrangeur Juan Carlos Calderón gehört, der zuvor mit ihren Tanten gearbeitet hatte. Im selben Jahr nahmen sie unter der Leitung von Calderón in den Studios des Labels Zafiro in Barcelona eine EP mit den beiden Liedern „Cae la lluvia“ und „Fue una lágrima“ auf, zwei neuen Kompositionen von Elia.
Zurück in Barranquilla wurden die Schwestern nach einem Auftritt bei einer Wohltätigkeitsveranstaltung mit der Dakarett Blues Band von Graciela Arango de Tobón gehört, die sie Álvaro Arango, dem musikalischen Leiter von Codiscos, empfahl. Nachdem er sie am Telefon gehört und in Barranquilla getroffen hatte, beschloss er, mit ihnen in Medellín ein Album aufzunehmen. Die Arrangements und die musikalische Leitung des Albums wurden Jimmy Salcedo anvertraut, der bereits in der Jazzszene von Bogotá bekannt war, ein ehemaliges Mitglied der Be-Bops, ein Fernsehinterviewer und Schöpfer des Radiosenders La Onda Tres.
Nach der Veröffentlichung ihres zweiten Albums beschloss Elia, ihre Fernsehauftritte aufzugeben und sich ganz ihrem Universitätsstudium der Musikpädagogik zu widmen.